# Kisdobsza, Baranya
Kisdobsza este un sat în districtul Szigetvár, județul Baranya, Ungaria, având o populație de 241 de locuitori (2011). 

## Demografie
Componența etnică a satului Kisdobsza
     Maghiari (96,36%)
     Romi (2,02%)
     Croați (1,62%)
Componența confesională a satului Kisdobsza
     Reformați (32,37%)
     Fără religie (29,05%)
     Romano-catolici (27,39%)
     Necunoscută (11,2%)
     Alte religii (3,32%)
Conform recensământului din 2011, satul Kisdobsza avea 241 de locuitori. Din punct de vedere etnic, majoritatea locuitorilor (96,36%) erau maghiari, existând și minorități de romi (2,02%) și croați (1,62%). Nu există o religie majoritară, locuitorii fiind reformați (32,37%), persoane fără religie (29,05%) și romano-catolici (27,39%). Pentru 11,2% din locuitori nu este cunoscută apartenența confesională.